# Дом 91 на улице Маркова/ Дом 64 на улице Олега Кошевого

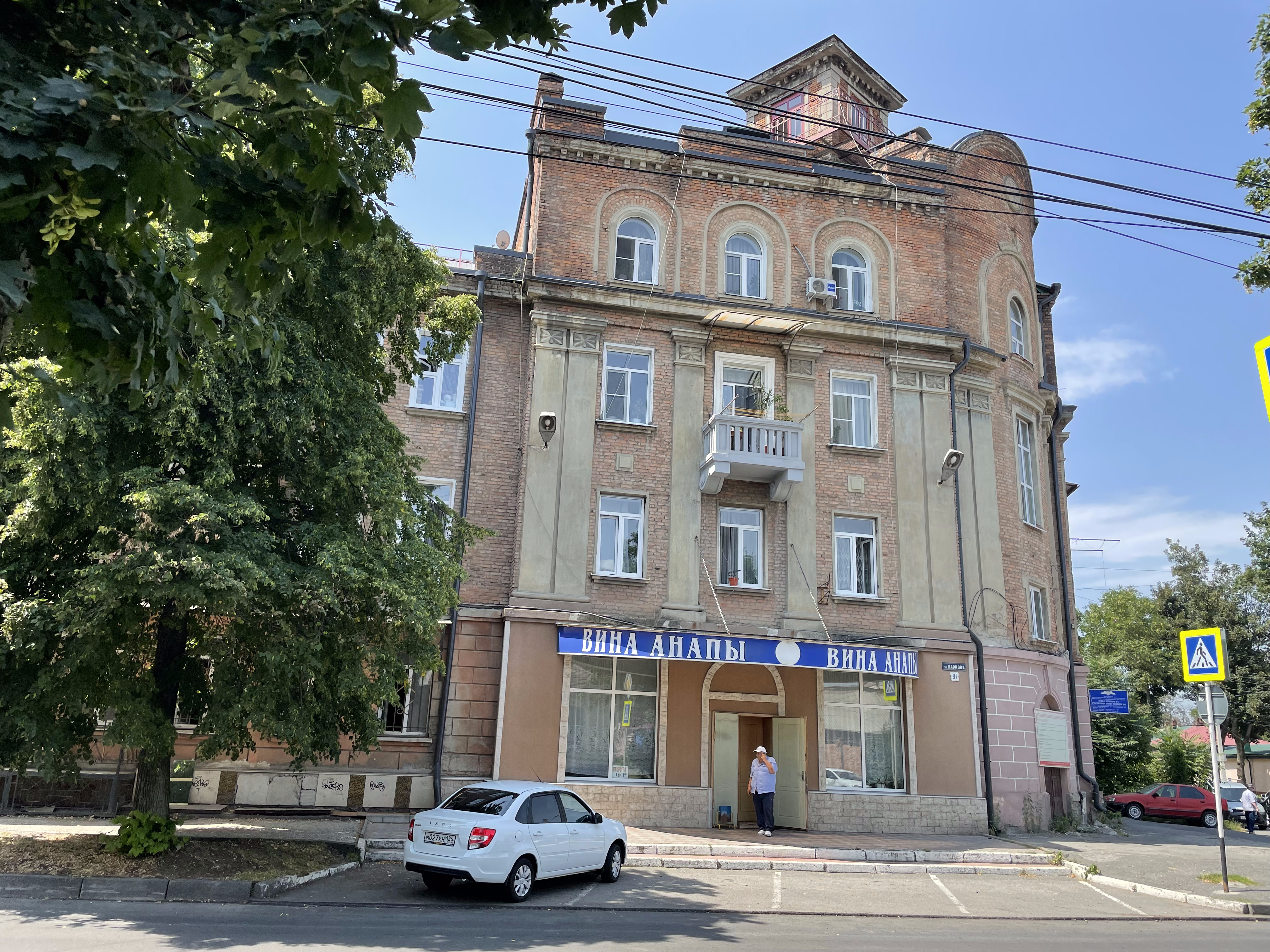
Вид со стороны улицы Маркова

 Дом на улице Маркова, 91/ Дом на улице Олега Кошевого, 64, иное наименование — «Дом, в котором жил активный участник Великой Отечественной войны Е. С. Рыклис» — памятник истории во Владикавказе, Северная Осетия. Выявленный объект культурного наследия России и культурного наследия Северной Осетии. Находится в северо-восточной части города на пересечении улиц Маркова, д. 91 и Олега Кошевого, д. 64.
В доме с 1956 по 1970 года проживал участник Великой Отечественной войны и общественный деятель Ефим Самсонович Рыклис, который был прототипом майора Деева в поэме К. Симонова «Сын артиллериста».
Квартира, в которой проживал Е. С. Рыклис, находится на третьем этаже второго подъезда, вход со двора.
Архиттектура
Дом построен в 1936 году. Трёхэтажный кирпичный «С»- образный дом своими фасадами выходит на улицы Маркова и Олега Кошевого. Фасад рассечён лопатками. Углы фасада округлённые. Входы в здание выделены аттиками. По углам здания расположены мансарды, украшенные окнами с арочными завершениями. Фасад первого этажа рустован квадратами. Оконные проёмы первого этажа имеют прямоугольную форму, дверные проёмы — с арочными завершениями. Первый и второй этажи разделены ступенчатым кирпичным пояском. По третьему этажу, увенчанному кирпичным ступенчатым карнизом, проходят балконы.